# Paolino Dimai
Paolino Dimai (Cortina d'Ampezzo, 28 gennaio 1931 – Belluno, 5 febbraio 2011) è stato un pattinatore di velocità su ghiaccio italiano.

## Biografia
Nato nel 1931 a Cortina d'Ampezzo, a 24 anni partecipò ai Giochi olimpici tenutisi nella sua città, nei 5000 m, piazzandosi al 44º posto in 8'48"0.